# Rossert - Hainkopf - Dachsbau
Das Naturschutzgebiet Rossert - Hainkopf - Dachsbau liegt im Main-Taunus-Kreis in Hessen.
Das etwa 119 ha große Gebiet, das im Jahr 1977 unter der Kennung 1436001 unter Naturschutz gestellt wurde, erstreckt sich südlich von Eppenhain, einem Stadtteil der Stadt Kelkheim (Taunus). 2020 wurde das Naturschutzgebiet auf 126,4 ha erweitert. Es zieht sich wie ein Gürtel südlich herum um Eppenhain auf den Höhen des Rosserts und dessen Nebenkuppen Hainkopf (474 m ü. NN) und Dachsbau (373 m ü. NN). In etwas kleinerem Zuschnitt (118,2 ha) ist das Gebiet außerdem als FFH-Gebiet Rossert-Hainkopf-Dachsbau Teil des europäischen Natura 2000-Netzwerks.
Westlich des Gebietes verläuft die Landesstraße L 3011, östlich die L 3016 und südlich die B 455. Auf der Heimlichen Wiese südöstlich des Rossert-Hauptgipfels entspringt der Wellbach, der in Eppstein in den Schwarzbach mündet. 
Im Westen des Areals erstreckt sich das etwa 90,9 ha große Naturschutzgebiet (NSG) Dattenbachtal zwischen Kröftel und Vockenhausen und östlich das etwa 86 ha große NSG Krebsbachtal bei Ruppertshain.

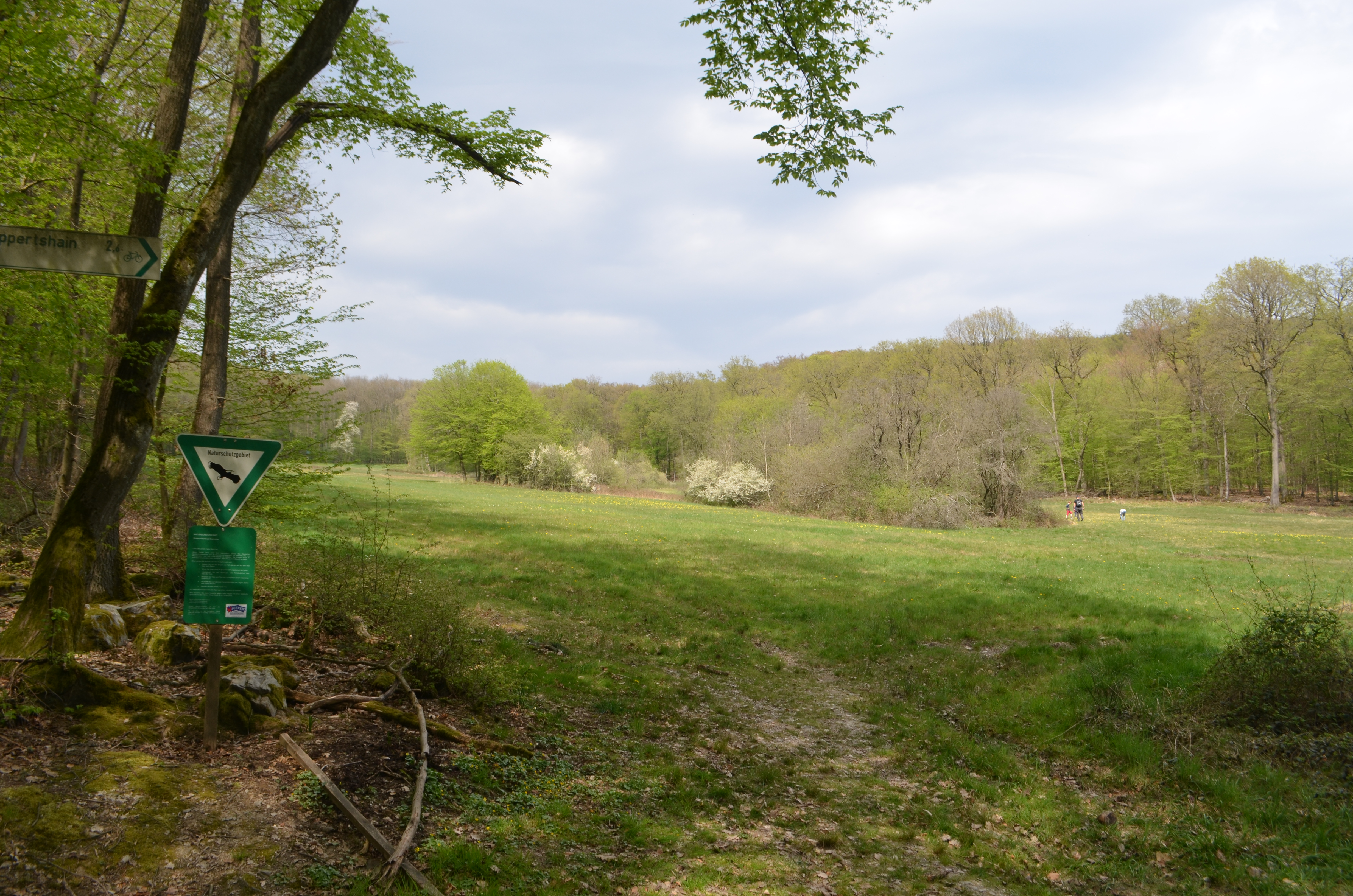
Naturschutzgebiet Rossert - Hainkopf - Dachsbau (April 2020)